# Лукирская, Ксения Петровна
Ксе́ния Петро́вна Луки́рская (1925—2013) — советский и российский филолог, библиограф, кандидат филологических наук, заведующая библиотекой Института русской литературы (Пушкинский Дом) РАН.

## Биография
Ксения Петровна родилась в Ленинграде 19 июля 1925 года в семье физика П. И. Лукирского. К. П. Лукирская — житель блокадного Ленинграда и Ветеран Великой Отечественной войны. В самые тяжелые месяцы блокады Ксения Петровна жила в Ленинграде и училась в 26 школе Василеостровского района, где в 1942 году вступила в комсомол. В 1942 году была эвакуирована в Казань, где с отличием окончила десятилетку.
В 1943 году поступила в Казанский государственный университет, а в 1944 году перевелась в Московский государственный университет им. М. В. Ломоносова на филологический факультет, который окончила в 1949 году по специальности русский язык и литература. В 1950 году поступила в аспирантуру Института русской литературы (Пушкинский Дом), которую успешно закончила, защитив в 1954 году кандидатскую диссертацию на тему: «Драматургия Горького советского периода (пьесы „Егор Булычов и другие“, „Достигаев и другие“)».
К. П. Лукирская, являясь ученицей крупного библиографа Ксении Дмитриевны Муратовой, свою творческую деятельность посвятила важной и трудоёмкой работе по созданию библиографий. Результатом этой работы явились фундаментальные библиографии литературы о Горьком (1955—1960; 1961—1965; 1966—1970), уникальный многотомный труд, посвящённый описанию библиотеки А. А. Блока и, конечно, исследования, связанные с библиотекой и книжными собраниями Пушкинского Дома, а также вопросами библиографии и русского советского рассказа.
В 1971 году К. П. Лукирская была избрана заведующей библиотекой Пушкинского Дома. Она возглавляла библиотеку вплоть до своего ухода на пенсию в 1984 году. На этой должности Ксения Петровна, наряду с научной работой, успешно содействовала сохранению и приумножению книжного фонда библиотеки, которая по праву считается национальной гордостью.

## Основные работы
- Литература о М. Горьком: библиография. 1955—1960 / К. П. Лукирская, А. С. Морщихина; под ред. К. Д. Муратовой; Институт русской литературы (Пушкинский Дом), Б-ка Акад. Наук СССР.- М.-Л.: Наука, 1965.- 405 с.
- Литература о М. Горьком: библиография. 1961—1965 / К. П. Лукирская и др.; под ред. К. Д. Муратовой; Институт русской литературы (Пушкинский Дом), Б-ка Акад. Наук СССР. — Ленинград: Издательский отдел Библиотеки АН СССР, 1970.- 291 с.
- Библиотека А. А. Блока: описание: [в 3-х кн.] / БАН СССР, Ин-т рус. лит. (Пушкинский дом) АН СССР; сост. О. В. Миллер и др.; под ред. К. П. Лукирской. — Л.: БАН, 1984—1986 (Кн. 1: 1984. — 315 с.; Кн. 2: 1985. — 416 с.; Кн. 3: 1986. — 330 с.).
- Лукирская К. П. Обзор основных ретроспективных библиографических указателей библиотеки Института русской литературы АН СССР // В кн.: Вопросы библиографии. — Л., 1976. — С.78-85.
- Русский советский рассказ: теория и история жанра: библиографический указатель 1917—1967 / Н. А. Грознова, Э. А. Шубин; ред. К. П. Лукирская; Рос.акад.наук Ин-т рус. лит. (Пушкинский Дом), Рос. акад. наук. Б-ка. — Л.: БАН СССР, 1975.- 172 с.
- Лукирская К. П. Библиотека Пушкинского дома. — «Книжное обозрение», 1972, 2 июня.
- Лукирская К. П. Список печатных работ А. Н. Степанова. — В кн.: Сборник статей и материалов по книговедению. Вып. 3, Л., 1973, с.486-491.